# Munidopsis diomedeae
Munidopsis diomedeae är en kräftdjursart som först beskrevs av Faxon 1893.  Munidopsis diomedeae ingår i släktet Munidopsis och familjen trollhumrar. Inga underarter finns listade i Catalogue of Life.